# Барбара Беннетт
Барбара Джейн Беннетт (англ. Barbara Bennett; 13 серпня 1906 — 8 серпня 1958) — американська акторка німого кіно.

## Життєпис
Барбара Беннетт народилася 1906 року в акторській сім'ї Річарда Беннетта та Едріенн Моррісон, чиїм батьком був театральний актор Льюїс Моррісон. Її сестрами були акторки Констанс та Джоан Беннетт.
28 січня 1929 року одружилася з Мортоном Дауні, в сім'ї було п'ятеро дітей: прийомний син Майкл, донька Лорелл і сини Мортон Дауні-молодший, який здобув популярність як телеведучий, Ентоні та Кевін. Пара розлучилася у червні 1941 року. Беннетт пізніше пошлюбила Еддісона Рендалла, популярного актора кіно та співака. 16 липня 1945 року він помер після серцевого нападу та падіння з коня під час зйомок фільму The Royal Mounted Rides Again. Беннетт одружилася з Лораном Супренантом у 1954 році і залишалася разом до її смерті через чотири роки..
Барбара Беннетт вчинила самогубство за п'ять днів до свого 52-річчя в Монреалі (Канада). ЗМІ цю подію описали як невідому «тривалу хворобу» в Монреалі. За життя Беннет чотири рази робила спроби самогубства. Оскільки обставини події були неясними, а сестра Беннетт Джоан відмовилася обговорювати подробиці смерті, виникли чутки, що Беннетт вдалося покінчити з життям. У своїх спогадах «Лулу в Голлівуді» 1982 року давня подруга та акторка Луїза Брукс написала про Беннет: «Барбара зробила кар'єру завдяки своїм емоціям. Тільки її смерть, у 1958 рік, досягнуту під час її п'ятої спроби самогубства, можна назвати успішною».
Барбару Беннетт поховали на кладовищі Бертонвіл Юніон у Лаколь, Квебек.

## Фільмографія
| Рік      | Назва                   | Роль                | Примітки |
| -------- | ----------------------- | ------------------- | -------- |
| 1916     | Долина рішень           |                     |          |
| 1927 рік | Блек Джек               | Ненсі Блейк         |          |
| 1929 рік | Синкопація              | Флеретт Слоун       |          |
| 1929 рік | Мамин хлопчик           | Беатрікс Таунлі     |          |
| 1930     | Любов серед мільйонерів | Вірджинія Гамільтон |          |